# Pomnik tragedii żywocickiej w Żywocicach
Pomnik tragedii żywocickiej w Żywocicach – pomnik autorstwa karwińskiego rzeźbiarza Franciszka Świdra odsłonięty 25 września 1949 roku w Żywocicach (część miasta Hawierzowa), z okazji piątej rocznicy tragedii żywocickiej.
Pomnik przedstawia dwumetrową postać matki z dzieckiem w ramionach, nachylającej się nad zabitym mężem. 
Podczas rekonstrukcji pomnika w 1984 roku zbudowano w jego sąsiedztwie nowy parterowy budynek wyłożony w całości kamieniem i nowe wejście. W budynku znajduje się filia Muzeum Ziemi Cieszyńskiej ze stałą ekspozycją pt. "Okupacja i ruch oporu w Cieszyńskiem w latach 1938–1945", uzupełniana wystawami tematycznymi.

## Galeria

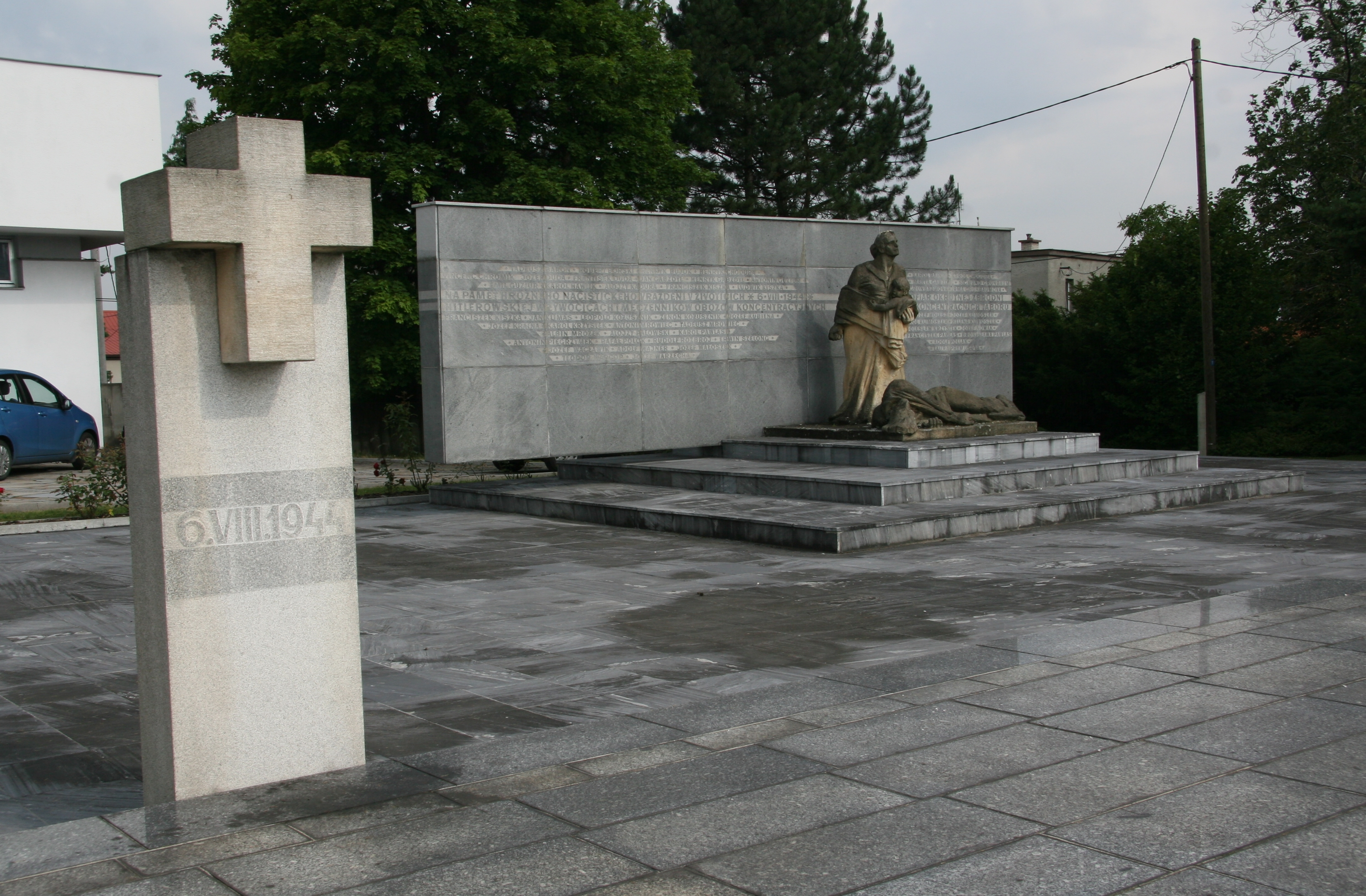
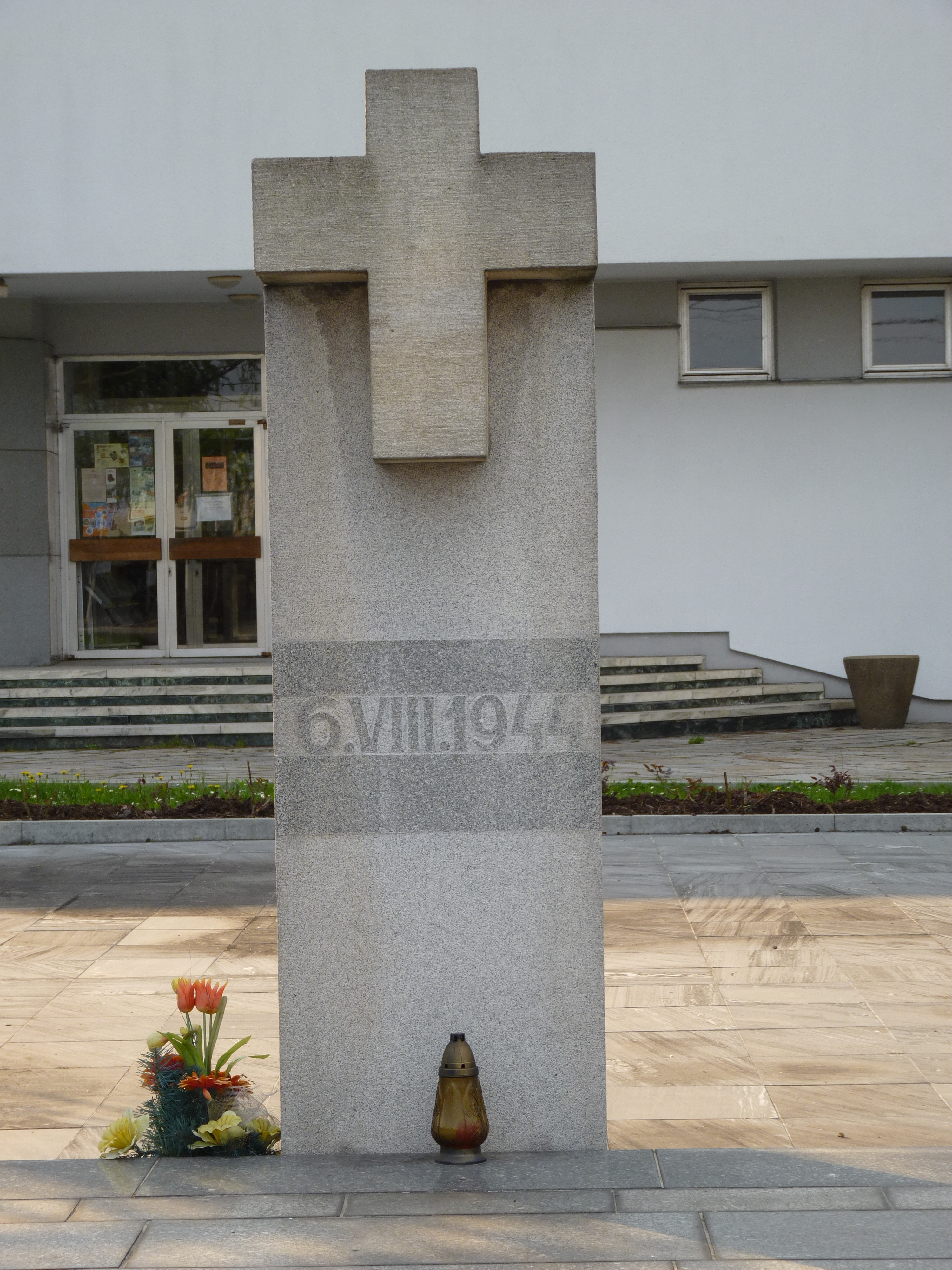
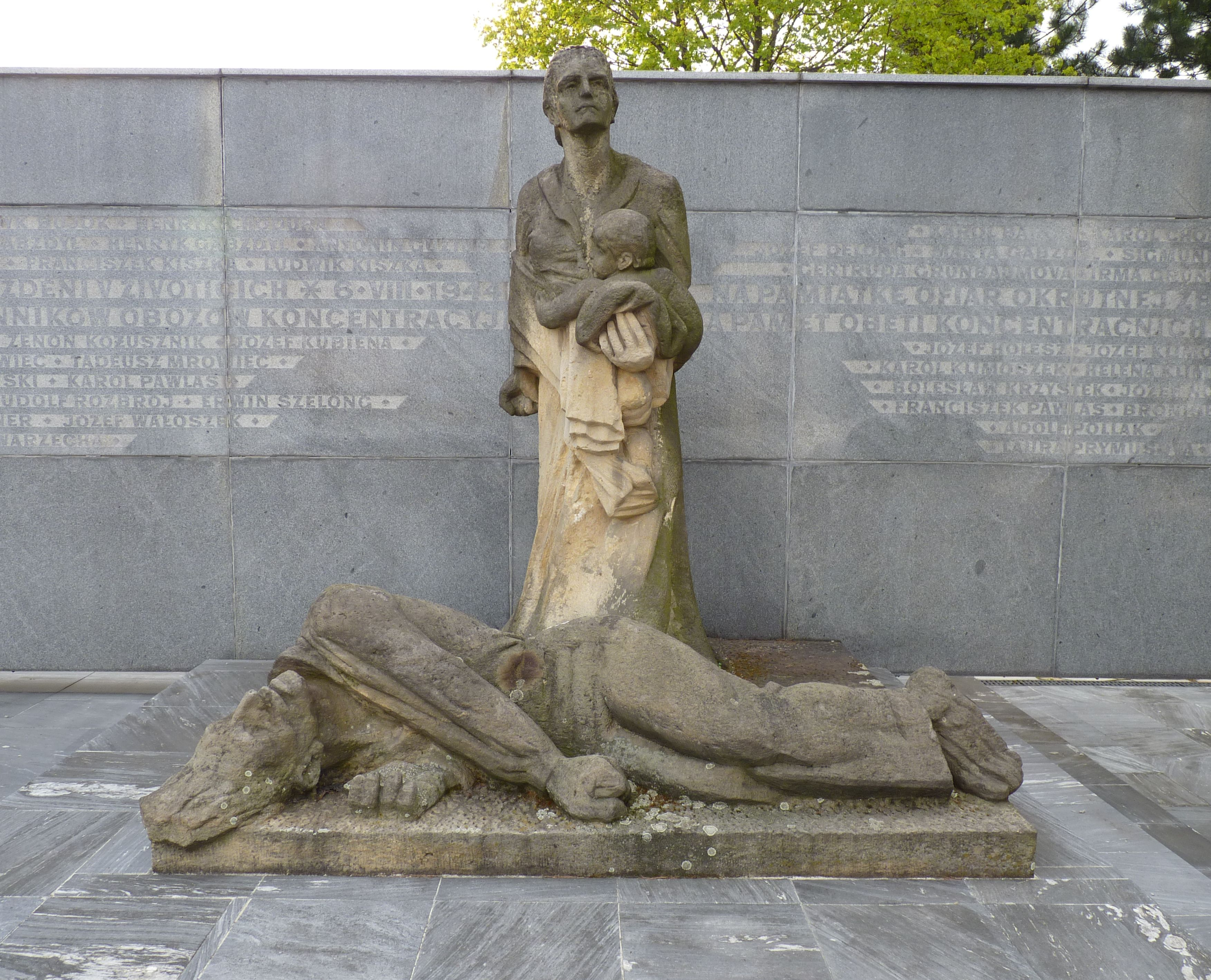